# Hyadina japonica
Hyadina japonica är en tvåvingeart som beskrevs av Ichiro Miyagi 1977. Hyadina japonica ingår i släktet Hyadina och familjen vattenflugor. Inga underarter finns listade i Catalogue of Life.